# أبو عبد الله محمد بن مسانيه
أبو عبد الله محمد بن مسانيه البرناوي الكاتسيناوي (1595 - 1667)، المعروف أيضًا باسم دان مسانيه، كان عالمًا إسلاميًا من القرن السابع عشر من كاتسينا [الإنجليزية]. ويعتبر أحد القديسين الثلاثة في كاتسينا [الإنجليزية]، إلى جانب دان مارينا، ودان توكوم. يعيش أحفاده في حي مسانيه في مدينة كاتسينا. بعد وفاته، أصبح اسمه لقبًا وراثيًا ينتقل إلى أحفاده، وهو التقليد الذي لا يزال مستمرًا حتى يومنا هذا.: 71

## الحياة
وُلِد دان ماسانيه في كاتسينا [الإنجليزية] عام 1595 لعائلة ذات أصول بورنوي. اسم والده "مُعَلِّم" أي "العالم" الذي تخصص في الفقه الإسلامي وعلم اللغة والنحو.
خلال القرن السابع عشر، أصبح دان ماسانيه مؤثرًا للغاية في كاتسينا [الإنجليزية] بعد أن ساعد في منع غزو الكوارافا [الإنجليزية] للمنطقة من خلال نصيحته وصلواته. وقد أدى هذا الإنجاز إلى حصوله على منصب مستشار قيم في محكمة ساركين كاتسينا [الإنجليزية]. وبعد وفاته أصبح اسمه لقبًا وراثيًا يحمله أحفاده. كما يتم تكريم إرثه في ولايات أخرى، بما في ذلك إمبراطورية كانو [الإنجليزية]، حيث كان يحمل اللقب السياسي مايتاما سولي [الإنجليزية] في القرن العشرين، وسوكوتو [الإنجليزية]. معظم أحفاده يقيمون في حي مسانيه في كاتسينا.: 199–200

## الأعمال
- النفحة العنبرية في حل الألف العشرينيات (اكتملت في تموز/آب 1640) – هذا شرح على العشرينيات لعبد الرحمن الفزازي. وهو العمل الأكثر أهمية للمؤلف.[9]
- شفاء ربع في تحرير فقهاء اليوروبا – وهي رسالة وصفت بأنها "مقالة في وقت غروب الشمس". وكان ذلك ردًّا على استفسارات علماء الشريعة المسلمين في منطقة اليوروبالاند [الإنجليزية] حول طرق تحديد اللحظة الدقيقة لغروب الشمس. يقتبس محمد بيلو العمل في كتابه "نفق الميسور" ، مشيرًا إلى أنه يحتوي على معلومات معاصرة عن يوروبالاند.[4]
- جزء لطيف نظم، وليس فيه حرف منقط فوقانية ولا تختانية
- البزوغ الشمسية على مقدمات العشماوية
- تزين العيسى درب هامات من عسى
- عين الخلاص في تلاوات سورة الإخلاص